# Новодевическо гробище
Новодевическото гробище (на руски: Новоде́вичье кла́дбище) в Москва е сред най-известните гробища в града и цяла Русия. Намира се в югозападната част на Централния административен окръг, в район Хамовники, на адрес Лужнецкий проезд, № 2. Създадено е през 1898 г.
Разположено е в двора и на територия край Новодевическия манастир. В разширен обхват в понятието се включват също погребенията в манастира и други постройки от комплекса. В съветско време гробището е превърнато в своего рода национален пантеон, по значение веднага след водещия Некропол (гробищен комплекс) при стената на Московския кремъл. Целият манастирски комплекс, заедно с гробището, е обект на световното наследство на ЮНЕСКО.

## История
На територията на манастира още от ХVІ век се погребват монахини и дворяни, после и починали от други съсловия. Към началото на ХХ век вече няма свободни места в манастирския некропол. Още през 1898 г. допълнително за нови погребения са заделени зад южната стена на манастира 2 хектара земя, бивши манастирски зеленчукови градини.
Новият участък е култивиран: стръмният склон е изравнен и засипан с грунт, прокарана е дренажна система, земята е разделена на парцели, издигнати са тухлени стени и кули. Засадени са дървета, с които е обозначена системата на надлъжните и напречните алеи. Официално е открито през 1904 г., но погребения е имало и преди това. Тази част понастоящем се нарича Старо Новодевическо гробище.
Скоро след Октомврийската революция външното гробище – дотогава за обикновени жители на Хамовники и близки квартали, е предназначено за „лица с обществено положение“. Манастирският комплекс е превърнат в музей през 1922 г. През 1930-те години при унищожаването на много манастирски и църковни гробища в този участък са пренесени останките на редица известни личности.
Територията на гробището е разширена през 1949 г., създавайки т.нар. Ново Новодевическо гробище. През 1950 – 1956 г. около него са съоръжени стени, портал и служебни постройки. В края на 1970-те години е последното разширение, наречено Най-ново Новодевическо гробище. Понастоящем общата площ на територията на гробището е 7,5 хектара, разделена на 11 участъка.
След смъртта на Мстислав Ростропович (2007) е официално заявено, че гробът му ще бъде последният на гробището, тъй като местата за погребване са свършили. Въпреки това има нови погребения на известни дейци на науката и културата. Предвижда се първите лица на държавата да бъдат погребвани в бъдеще във Федералното военно мемориално гробище в Митищи. Като алтернатива в качеството на национален пантеон се разглежда също Троекуровското гробище.

## Погребани
На гробището са погребани общо около 26 000 души.

### Манастирски некропол
В гробница в Смоленския събор са погребани дъщеря, снаха и съпруга на цар Иван Грозни, сестри и първата съпруга на цар Петър Велики, лица от княжеския род Оболенски и рода на болярина Богдан Хитрово.
След реконструкция през 1930-те години от общо 2000 погребения в манастирския некропол (на територията на комплекса) са останали едва около 100 надгробия (без онези в Смоленския събор), главно на декабристи, герои от Отечествената война (1812), известни професори и общественици: князете Сергей Трубецкой и Александър Муравьов, генералите Денис Давидов и Алексей Брусилов, историците Соловьови (баща Сергей, синове Владимир и Всеволод, Михаил Погодин, Алексей Уваров и др.).

### Стара територия
Сред пренесените от други места са останките на писателите Николай Гогол и Антон Чехов, художника Исак Левитан, меценатите братя Сергей и Павел Третякови, режисьора Константин Станиславски, актрисата Мария Ермолова.
Там са погребани още:
- писателите Михаил Булгаков, Владимир Гиляровски, Алексей Н. Толстой, Владимир Маяковски, Юрий Олеша, Иля Илф, Едуард Багрицки, Николай Островски, Самуил Маршак, Лев Касил, Василий Шукшин,
- режисьорите Владимир Немирович-Данченко, Евгений Вахтангов, Сергей Айзенщайн, актрисата Любов Орлова,
- композиторите Александър Скрябин, Исак Дунаевски, Сергей Прокофиев, Дмитрий Шостакович, скулпторката Вера Мухина,
- учените Алексей Абрикосов, Сергей Вавилов, Владимир Вернадски, Иван Сеченов,
- авиоконструкторът Николай Поликарпов, архитектът Алексей Шчусев,
- политиците Лазар Каганович, Александра Колонтай, Анастас Микоян, Вячеслав Молотов, Андрей Громико, Виктор Черномирдин.

### Нова територия
В стените на тази част е изграден колумбарий, в който са поместени урните с праха на 7000 души. На тази територия са погребани:
- писателите Александър Твардовски, Иля Еренбург, Юлиан Семьонов, Сергей Михалков,
- певците Людмила Зикина, Александър Вертински, пианистът Святослав Рихтер, композиторът Мстислав Ростропович,
- балерината Галина Уланова, актьорите Юрий Никулин, Юрий Яковлев, кинооператорът Вадим Юсов,
- авиоконструкторите Андрей Туполев, Сергей Илюшин,
- политиците Никита Хрушчов, Борис Елцин, Александър Лебед, Раиса Горбачова.

### Най-нова територия
В тази част са погребани извести дейци на културата:
- актьорите Анатоли Папанов, Инокентий Смоктуновски, Вячеслав Тихонов, Олег Янковски, Людмила Гурченко, Владимир Меншов
- композиторите Георгий Свиридов, Алфред Шнитке, Дмитрий Кабалевски, певецът Леонид Утьосов, режисьорът Сергей Бондарчук
- космонавтите Герман Титов, Георгий Береговой, летецът Алексей Маресиев,
- физиците баща Пьотър, син Сергей Капица, лекоатлетът Валерий Брумел.